# Crosslauf-Europameisterschaften 2009
Die 16. Crosslauf-Europameisterschaften der EAA fanden am 13. Dezember 2009 in Dublin (Irland) statt.

## Kurs
Im Santry-Park war eine 1635 m lange Schleife eingerichtet worden, die sich auf 1538 m und auf 1000 m verkürzen ließ. Hinzu kamen 769 m zwischen Start und Ziel. Die Männer bewältigten sechs mittelgroße Runden (9,997 km), die Frauen und U23-Männer eine große und drei mittelgroße Runden (8,018 km), die U23-Frauen und die Junioren zwei kleine und zwei große Runden (6,039 km) und die Juniorinnen zwei große Runden (4,039 km).

## Ergebnisse

### Männer

#### Einzelwertung
| Platz | Athlet            | Land | Zeit (min) |
| ----- | ----------------- | ---- | ---------- |
| 1     | Alemayehu Bezabeh | ESP  | 30:45      |
| 2     | Mo Farah          | GBR  | 31:02      |
| 3     | Serhij Lebid      | UKR  | 31:17      |
| 4     | Sergio Sánchez    | ESP  | 31:26      |
| 5     | Ayad Lamdassem    | ESP  | 31:30      |
| 6     | José Rocha        | POR  | 31:34      |
| 7     | Eduard Mbengani   | POR  | 31:41      |
| 8     | Mark Kenneally    | IRL  | 31:42      |

Von 67 gemeldeten Athleten starteten 65 und erreichten 63 das Ziel.
Teilnehmer aus deutschsprachigen Ländern:
- 10: Stéphane Joly (SUI), 31:46
- 19: Steffen Uliczka (GER), 32:02
- 31: Sebastian Hallmann (GER), 32:36
- 45: Martin Beckmann (GER), 33:05
- 54: Christian Glatting (GER), 33:43

#### Teamwertung
| Platz | Land und Athleten                                                              | Gesamtpunktzahl und Einzelplatzierung |
| ----- | ------------------------------------------------------------------------------ | ------------------------------------- |
| 1     | Spanien Alemayehu Bezabeh Sergio Sánchez Ayad Lamdassem Francisco Javier López | 34 01 04 05 24                        |
| 2     | Vereinigtes Königreich Mo Farah Andrew Vernon Michael Skinner Benedict Whitby  | 54 02 12 13 27                        |
| 3     | Italien Daniele Meucci Stefano La Rosa Andrea Lalli Gabriele De Nard           | 62 09 15 18 20                        |

Insgesamt wurden zehn Teams gewertet. Die deutsche Mannschaft kam mit 149 Punkten auf den achten Platz.

### Frauen

#### Einzelwertung
| Platz | Athletin              | Land | Zeit (min) |
| ----- | --------------------- | ---- | ---------- |
| 1     | Hayley Yelling        | GBR  | 27:49      |
| 2     | Rosa Morató           | ESP  | 27:56      |
| 3     | Adrienne Herzog       | NED  | 28:04      |
| 4     | Jéssica Augusto       | POR  | 28:11      |
| 5     | Inês Monteiro         | POR  | 28:14      |
| 6     | Ana Dulce Félix       | POR  | 28:19      |
| 7     | Olivera Jevtić        | SRB  | 28:21      |
| 8     | Tetjana Holowtschenko | UKR  | 28:25      |

Von 53 gemeldeten Athletinnen starteten 51 und erreichten 50 das Ziel.
Teilnehmerinnen aus deutschsprachigen Ländern:
- 33: Simret Restle (GER), 29:40
- 40: Ingalena Heuck (GER), 30:15
- 42: Saskia Janssen (GER), 30:29
- 46: Birte Schütz (GER), 31:06

#### Teamwertung
| Platz | Land und Athletinnen                                                             | Gesamtpunktzahl und Einzelplatzierung |
| ----- | -------------------------------------------------------------------------------- | ------------------------------------- |
| 1     | Portugal Jéssica Augusto Inês Monteiro Ana Dulce Félix Sara Moreira              | 25 04 05 06 10                        |
| 2     | Vereinigtes Königreich Hayley Yelling Freya Murray Katrina Wootton Sonia Samuels | 51 01 09 20 21                        |
| 3     | Spanien Rosa Morató Iris Fuentes-Pila Alessandra Aguilar Nuria Fernández         | 58 02 16 17 23                        |

Insgesamt wurden acht Teams gewertet. Die deutsche Mannschaft kam mit 161 Punkten auf den achten Platz.

### U23-Männer

#### Einzelwertung
| Platz | Athlet           | Land | Zeit (min) |
| ----- | ---------------- | ---- | ---------- |
| 1     | Noureddine Smaïl | FRA  | 25:11      |
| 2     | Hassan Chahdi    | FRA  | 25:17      |
| 3     | Atelaw Yeshetela | BEL  | 25:21      |

Von 82 gemeldeten Athleten starteten 81 und erreichten 75 das Ziel.
Teilnehmer aus deutschsprachigen Ländern:
- 6: Christoph Ryffel (SUI), 25:38
- 9: Musa Roba-Kinkal (GER), 25:41
- 31: Christian Steinhammer (AUT), 26:12
- 41: Fynn Schwiegelshohn (GER), 26:27
- 42: Arthur Lenz (GER), 26:28
- 45: Johannes Raabe (GER), 26:34
- 51: Maxime Zermatten (SUI), 26:49
- 57: Andreas Vojta (AUT), 27:14
- 64: Rico Schwarz (GER), 27:29
- 68: Marco Kern (SUI), 28:02
- DNF: Valentin Pfeil (AUT)

#### Teamwertung
| Platz | Land und Athleten                                                                | Gesamtpunktzahl und Einzelplatzierung |
| ----- | -------------------------------------------------------------------------------- | ------------------------------------- |
| 1     | Frankreich Noureddine Smaïl Hassan Chahdi Florian Carvalho Matthieu Le Stum      | 01 02 04 24                           |
| 2     | Vereinigtes Königreich Mitch Goose Ricky Stevenson Lewis Timmins Jonathan Taylor | 45 05 08 11 21                        |
| 3     | Belgien Atelaw Yeshetela Sanne Torfs Kim Ruell Ruben Vandevelde                  | 03 16 17 23                           |

Insgesamt wurden elf Teams gewertet. Die deutsche Mannschaft kam mit 137 Punkten auf den neunten Platz.

### U23-Frauen

#### Einzelwertung
| Platz | Athletin        | Land | Zeit (min) |
| ----- | --------------- | ---- | ---------- |
| 1     | Sultan Haydar   | TUR  | 21:14      |
| 2     | Irina Sergejewa | RUS  | 21:15      |
| 3     | Jessica Sparke  | GBR  | 21:26      |

Von 61 gemeldeten und gestarteten Athletinnen erreichten 59 das Ziel.
Teilnehmerinnen aus deutschsprachigen Ländern:
- 12: Anna Hahner (GER), 21:49
- 13: Mareike Schrulle (GER), 21:49
- 27: Cornelia Schwennen (GER), 22:26
- 33: Carolin Aehling (GER), 22:38
- 35: Christiane Danner (GER), 22:48
- 47: Anita Baierl (AUT), 23:26
- 52: Céline Hauert (SUI), 23:48
- 56: Tanja Eberhart (AUT), 24:10

#### Teamwertung
| Platz | Land und Athletinnen                                                                    | Gesamtpunktzahl und Einzelplatzierung |
| ----- | --------------------------------------------------------------------------------------- | ------------------------------------- |
| 1     | Vereinigtes Königreich Jessica Sparke Charlotte Browning Hollie Rowland Stevie Stockton | 22 03 04 05 10                        |
| 2     | Russland Irina Sergejewa Tatjana Schutowa Natalja Putschkowa Alfija Chassanowa          | 25 02 06 08 09                        |
| 3     | Frankreich Claire Navez Louise Ghesquiere Patricia Laubertie Laura Miclo                | 85 14 21 22 28                        |

Insgesamt wurden acht Teams gewertet. Die deutsche Mannschaft kam mit 85 Punkten auf den vierten Platz.

### Junioren

#### Einzelwertung
| Platz | Athlet          | Land | Zeit (min) |
| ----- | --------------- | ---- | ---------- |
| 1     | Jeroen D’Hoedt  | BEL  | 18:46      |
| 2     | Nick Goolab     | GBR  | 18:47      |
| 3     | James Wilkinson | GBR  | 18:47      |

Von 89 gemeldeten und gestarteten Athleten erreichten 88 das Ziel.
Teilnehmer aus deutschsprachigen Ländern:
- 22: Tom Gröschel (GER), 19:17
- 28: Fabian Clarkson (GER), 19:25
- 37: Benedikt Karus (GER), 19:36
- 42: Julian Kreibich (GER), 19:39
- 46: Michael Schramm (GER), 19:45
- 71: Yannik Duppich (GER), 20:24
- 74: Jürgen Aigner (AUT), 20:29

#### Teamwertung
| Platz | Land und Athleten                                                                    | Gesamtpunktzahl und Einzelplatzierung |
| ----- | ------------------------------------------------------------------------------------ | ------------------------------------- |
| 1     | Vereinigtes Königreich Nick Goolab James Wilkinson Richard Goodman Matthew Gillespie | 24 02 03 05 14                        |
| 2     | Frankreich Bryan Cantero Abdelatif Hadjam Tanguy Pepiot Colin Guillard               | 58 08 09 16 25                        |
| 3     | Norwegen Sondre Nordstad Moen Lars Erik Malde Henrik Ingebrigtsen Harald Kaarbø      | 77 04 10 12 51                        |

Insgesamt wurden 15 Teams gewertet. Die deutsche Mannschaft kam mit 129 Punkten auf den siebten Platz.

### Juniorinnen

#### Einzelwertung
| Platz | Athletin                  | Land | Zeit (min) |
| ----- | ------------------------- | ---- | ---------- |
| 1     | Karoline Bjerkeli Grøvdal | NOR  | 14:10      |
| 2     | Gulschat Faslitdinowa     | RUS  | 14:12      |
| 3     | Kate Avery                | GBR  | 14:27      |

Alle 76 gemeldeten Athletinnen erreichten das Ziel.
Teilnehmerinnen aus deutschsprachigen Ländern:
- 4: Corinna Harrer (GER), 14:33
- 13: Jana Sussmann (GER), 14:42
- 26: Gesa Felicitas Krause (GER), 14:59
- 30: Stephanie Platt (GER), 15:03
- 40: Maria Heinrich (GER), 15:21
- 41: Jennifer Wenth (AUT), 15:22
- 48: Andrina Schläpfer (SUI), 15:30
- 52: Priska Auf Der Maur (SUI), 15:38
- 56: Cléa Formaz (SUI), 15:45
- 63: Nina Stöcker (GER), 15:52
- 74: Lisa-Maria Leutner (AUT), 16:40
- 76: Olivia Bissegger (LIE), 18:41

#### Teamwertung
| Platz | Land und Athletinnen                                                             | Gesamtpunktzahl und Einzelplatzierung |
| ----- | -------------------------------------------------------------------------------- | ------------------------------------- |
| 1     | Russland Gulschat Faslitdinowa Ljudmila Lebedewa Jelena Sedowa Tatjana Prorokowa | 47 02 08 16 21                        |
| 2     | Vereinigtes Königreich Kate Avery Lauren Howarth Eleanor Wimshurst Beth Potter   | 51 03 06 17 25                        |
| 3     | Deutschland Corinna Harrer Jana Sussmann Gesa Felicitas Krause Stephanie Platt   | 73 04 13 26 30                        |

Insgesamt wurden elf Teams gewertet.